# 大墩烏日庄之役
大墩烏日庄之役，戴潮春事件系列戰役之一，發生於臺灣清領時期同治元年（1862年）農曆三月初九日至十七日，淡水撫民同知秋曰覲與台灣北路協副將林得成率兵勇攻打在大墩一帶作亂的戴潮春以及其天地會從眾，原助陣清軍的林日成民練叛變，導致官兵潰敗，秋曰覲陣亡、林得成則淪為俘虜。

## 背景
清領時期，朝廷以臺灣孤懸海外，唯恐將領叛亂擁兵自重，全島駐軍編制不多，甚至18世紀乾隆朝之後，全臺人口大量增長，駐軍數量調整幅度亦不高:375-378，官民比例失衡導致有治安不佳的問題，所以當地方若有武裝械鬥衝突，政府多要求地方豪族出「團練」協助鎮壓，自嘉慶年間蔡牽事件後，透過民間自組「團練」、「聯境」參與城防、隨同營兵征戰的現象日益普遍。:172-175
戴潮春原為四張犁一帶地主，即擁有自家的團練武力，在咸豐11年（1861年）承繼亡兄戴萬桂率領「天地會」幫眾勢力（人數破萬），同治元年（1862年）成為猫霧拺東保一帶（舊臺中市區）的領袖人物。:636

## 導火線
同治元年（1862年）春，當時清廷針對臺灣中部一帶增稅傳言不斷，導致不少百姓不滿，在大墩一帶引起騷動，常傳搶劫兵餉、掠截糧道等事。原常駐臺灣府的按察使銜分巡臺灣兵備道孔昭慈春巡，三月初九日抵達彰化縣，企圖平定該地騷動，強硬執殺當地總理洪某，並檄召淡水府撫民同知秋曰覲，南下剿黨。又有官員馬慶釗提供賞金，獎勵破獲會黨，更激起民眾對抗政府的意識。:131
秋曰覲曾任彰化縣知縣，任內頗多剿匪清莊事蹟，以勇武著稱。秋曰覲接到文書，便盤算以「擒王散黨」之計，結合官軍與同區團練之力，擊潰戴潮春亂黨；遂偕同臺灣北路協副將林得成、守備游紹芳率一千餘名官兵，朝大墩進發。同一時間，秋曰覲透過金萬安局總理林明謙（林大狗）舉薦，聯絡四塊厝練首林日成（戇虎晟）率領 400 人以及阿罩霧練首林奠國率 600 人（《戴案紀略》載為 400 人）來會，夾擊戴軍。

## 過程
清軍三月初九至大里杙，與天地會交戰，小役皆贏。三月十五日，秋曰覲行軍至東大墩（《東瀛紀事》作烏日庄），和戴潮春部屬短兵相接，林日成忽然舉兵倒戈，攻擊林奠國率領的阿罩霧民練。林奠國為避其鋒，只得撤退，林日成乘勝追剿，進攻林奠國根據地阿罩霧庄，官軍登時失勢，被戴軍猛攻，戰況急轉直下，秋曰覲亦避退至民間竹圍處，被戴軍包圍。
三月十七日，秋曰覲見敵軍圍攻甚急，便手持雙鐧，意欲殺出重圍，賊黨有貓仔鹿來犯，貓仔鹿曾為彰化縣署衙役，卻被秋曰覲革職，因此對秋深懷怨懟，意欲致秋曰覲於死地，雙方交戰二十回合，過程中，年僅十五歲的幼僕小黃高呼「殺我，無傷我主人！」以身掩護秋曰覲中刀而死，秋曰覲最終仍死於貓仔鹿之手。顏大漢一路拚死掩護其主秋曰覲，見秋曰覲身死，乃耍雙刀攻敵，以報殺主之仇，手刃敵匪九名，最終仍中箭殞命。（根據吳德功《戴施兩案紀略》和連橫《臺灣通史》記述版本，秋曰覲陣亡之日為三月十七日，其他史書尚有三月十六日以及三月十八日的紀錄。）
此役淡水同知秋曰覲、儘先守備郭得升、把總郭秉衡盡皆陣亡，其中把總莊奇軒身披數十創，原仰臥屍體堆中，忽起身復活，嚇退眾賊，僥倖逃匿村中以續存。署臺灣北路協副將林得成則被俘虜，囚居於林日成四塊厝老家之中，直到五月份才伏劍自殺。守備游紹芳成功脫逃，返回彰化縣城。

## 戰後
- 貓仔鹿提秋曰覲首級來戴潮春處請賞，戴潮春深有所慨，吒斥貓仔鹿以僕殺主，何其不忠，賞以數金，便遣貓仔鹿遠去。[10][11]
- 翁仔社義首羅冠英原本率東勢角練勇 400 人來救，但聽聞秋曰覲變故，便罷兵歸返。[11]

- 戴潮春及其天地會黨羽揮軍南下，三月十七日進攻彰化縣城，並於三月二十日順利奪下。[3]
- 林日成部隊持續圍剿阿罩霧庄，林奠國、林文鳳父子始終死守，直到五月份，林日成總算放棄攻佔阿罩霧。[3]

## 林日成叛變
- 戴潮春事件帶有濃厚的土豪之間的私仇鬥爭色彩[9]:130；其中林日成與林奠國雖為同宗，但林家業大，且支系龐雜，故有前厝與後厝之爭，林日成來自後厝、林奠國則係前厝。前厝阿罩霧林家除了和後厝四塊厝林家結仇之外，亦有霧峰上谷最北端的賴家、西北方的戴家（戴潮春家族），以及南鄰的洪家（洪欉家族），各家爭搶水源以及耕地，早已不睦多年。[9]:104-111
- 後厝林和尚曾殺林文察之父林定邦（林奠國兄長），嗣後林文察亦血刃林和尚以報父仇。林和尚為林日成族人，林和尚被殺時林日成年僅12歲，故林家前後厝雙方皆互有血仇。[3][9]:104-111

- 秋曰覲出任彰化縣令之時，便因林日成對前厝林家發動仇殺一事，曾辦林日成，欲將之逮捕入獄[c]，林日成對秋曰覲早有夙怨，故有隨軍反叛之舉。[3][11]